# NGC 4099
NGC 4099 este o galaxie situată în constelația . A fost descoperită în  de către William Herschel.